# Слина

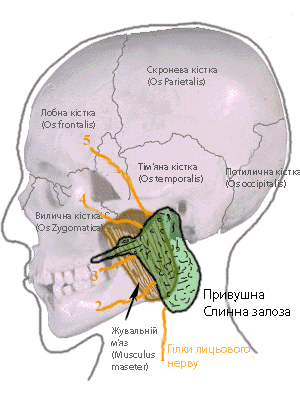

Сли́на — це змішаний секрет усіх слинних залоз, в'язка, злегка замутнена рідина (99,5% Н2О), рН якої коливається в межах 5,8-7,4 (до 7,8 при інтенсивній салівації). Сухий залишок складають неорганічні (хлориди і гідрокарбонати, фосфати і інші солі натрію, калію, кальцію й ін.) й органічні (амілолітичні ферменти, білки, вільні амінокислоти, сечовина, аміак, муцин, креатинін і ін.) речовини. За добу у людини в середньому виділяється 0.5—2 л слини, із яких до 30% виробляють привушні залози. Слина зволожує харчову грудку, що сприяє ковтанню. Альфа-амілаза слини людини здатна активно гідролізувати вуглеводи з утворенням декстринів, а далі дисахаридів і частково глюкози. Слина має бактерицидні властивості (за рахунок наявності лізоциму), містить гормон калікреїн (є вазодилятатором). Крім того, привушна слинна залоза виробляє фактор росту епітеліальної тканини, а підщелепова — продукує інсуліноподібний білок. Слиновидільні центри довгастого мозку включають верхнє слиновидільне ядро, зв'язане з підщелеповою і під'язиковою залозами і нижнє — з привушною залозою. В регуляції слиновиділення бере участь гіпоталамус, лімбічна система мозку та кора великих півкуль.

## Склад слини
Слина має pH від 5,6 до 7,6. На 99,5% і більше складається з води, містить солі різних кислот, мікроелементи і катіони деяких лужних металів, муцин (формує і склеює харчовий клубок), лізоцим (бактерицидний агент), ферменти амілазу і мальтазу, що розщеплюють вуглеводи до оліго- і моносахаридів, а також інші ферменти, деякі вітаміни. Також склад секрету слинних залоз змінюється залежно від характеру подразника.

## Секреція слини
У середньому за добу виділяється 1-2,5 л слини. Слиновиділення знаходиться під контролем вегетативної нервової системи. Центри слиновиділення розташовуються в довгастому мозку. Стимуляція парасимпатичних закінчень викликає утворення великої кількості слини з низьким вмістом білка. Навпаки, симпатична стимуляція призводить до секреції малої кількості в'язкої слини. Без стимуляції секреція слини відбувається зі швидкістю близько 0,5 мл/хв. Виділення слини зменшується при стресі, переляку або зневодненні і практично припиняється під час сну і наркозу. Посилення виділення слини відбувається при дії нюхових і смакових стимулів, а також внаслідок механічного подразнення великими частками їжі і при жуванні.

## Буферна ємність слини
Буферна ємність слини — це здатність нейтралізувати кислоти і луги. Встановлено, що прийом протягом тривалого часу вуглеводної їжі знижує, а прийом високобілкової —  підвищує буферну ємність слини. Висока буферна ємність слини —  фактор, що підвищує стійкість зубів до карієсу.

## Ферменти слини
Оптимальна pH середовища a-амілаза pH-6.6-6.8, мальтаза pH-5.8-6.2

## Джерело
Біологічний словник / за ред. I. Г. Підоплічка. — К. : Головна редакція УРЕ, 1974. — Т. 3. — 552 с.